# 松井隆司
松井 隆司（まつい たかし、1949年 - ）は、兵庫県明石市出身の音楽教育者。神戸演奏家協会会員、神戸学院大学管弦楽団指揮者、神戸学院大学吹奏楽部音楽監督、明石フィルハーモニー管弦楽団演奏委員及び指揮者。神戸学院大学法学部教授。

## 人物・来歴
神戸大学附属明石中学校、兵庫県立明石高等学校、大阪教育大学特設音楽課程卒業。神戸大学大学院修士課程（指揮）修了。
関西歌劇団、神戸オペラ協会、神戸アーバンオペラハウス等でトーマス・ザンデルリング、ブルーノ・ダルボン、松尾葉子、ティツィアーノ・セヴェリーニ、飯森範親、阪哲朗らのアシスタントとして合唱指揮、副指揮を務め多くの公演を成功に導いた。
管弦楽では大阪シンフォニカー、兵庫交響楽団、神戸室内合奏団を指揮。2004年3月にはロシアのサンクトペテルブルクにおいてサンクトペテルブルクオペラ＆バレエオーケストラ「コングレス」を指揮、2005年7月にはブルガリアの首都ソフィアにおいて国立ソフィアフィルハーモニー管弦楽団のワークショップ（指揮部門）に参加、修了演奏会に出演しディプロマを得た。また、2008年と2009年にも同地においてソフィアフィルハーモニー管弦楽団の「秋の名曲演奏会」を指揮している。
その他、各地のアマチュアオーケストラ、大学オーケストラの指揮や吹奏楽指導講習会の講師、吹奏楽コンテストの審査員としても活躍している。指揮法を斉田好男、金洪才に師事。

## 略歴
- 1972年　大阪教育大学特設音楽課程卒業
- 1972年　兵庫県立明石北高等学校教諭
- 1983年　同校音楽部を指揮し、第31回全日本吹奏楽コンクール金賞受賞（自由曲：ボロディン作曲「 歌劇「イーゴリ公」よりダッタン人の踊り」）
- 1985年　兵庫県立兵庫高等学校教諭
- 1989年　同校吹奏楽部を指揮し、第37回全日本吹奏楽コンクール金賞受賞（自由曲：F.シュミット作曲「ディオニソスの祭」）
- 1990年　同校吹奏楽部を指揮し、第38回全日本吹奏楽コンクール銀賞受賞（自由曲：ストラヴィンスキー作曲「バレエ組曲「火の鳥」」）
- 1992年　神戸大学大学院修士課程（指揮）内地留学
- 1992年　兵庫県立兵庫高等学校吹奏楽部を指揮し、第40回全日本吹奏楽コンクール銀賞受賞（自由曲：プロコフィエフ作曲「バレエ音楽「ロメオとジュリエット」」）
- 1993年　同校吹奏楽部を指揮し、第41回全日本吹奏楽コンクール金賞受賞（自由曲：プロコフィエフ作曲「バレエ音楽「シンデレラ」」）
- 1994年　神戸大学大学院修士課程（指揮）修了
- 1994年　兵庫県立兵庫高等学校吹奏楽部を指揮し、第42回全日本吹奏楽コンクール銀賞受賞（自由曲：チャイコフスキー作曲「バレエ音楽「白鳥の湖」」）
- 1995年　同校吹奏楽部を指揮し、第43回全日本吹奏楽コンクール銀賞受賞（自由曲：チャイコフスキー作曲「バレエ音楽「眠りの森の美女」」）
- 1996年　同校吹奏楽部を指揮し、第44回全日本吹奏楽コンクール銀賞受賞（自由曲：プロコフィエフ作曲「３つのオレンジへの恋」）
- 1997年　兵庫県立伊川谷北高等学校教諭
- 2010年　兵庫県立伊川谷北高等学校定年退職